# Federico Vattuone
Federico Antonio Vattuone (Buenos Aires, Argentina, 2 de mayo de 1913 - 17 de junio de 2002) fue policía, perito en dactiloscopía y profesor. También luchó por los derechos de los presos en Argentina.

## Algunos ítems destacados de su carrera
- Integrante de la custodia de María Eva Duarte de Perón entre 1946 y 1950.
- Fue reconocido por su labor en los avances sobre la materia de huellas dactilares siguiendo el trabajo de Juan Vucetich. Desde finales de la década de 1950, fue profesor de dactiloscopía (identificación por huellas dactilares), en la escuela de la Policía Federal Argentina.
- Comisario Inspector de la Policía Federal Argentina.
- En 1967, Vattuone fue quien recibió la noticia sobre la muerte de Ernesto Guevara con la orden de ir a Bolivia a corroborar la identidad.
- Jefe de Policía de la Provincia de Tierra del Fuego, Antártida e Islas del Atlántico Sur entre 1974 y 1976.

## Biografía
Nació en el barrio de Colegiales de Buenos Aires. Fue hijo de padre porteño y madre sanjuanina. Cursó sus estudios primarios en una escuela pública de Buenos Aires.
En 1926, con 13 años de edad, ingresó al Liceo Militar "General San Martín", abandonó dos años después por malas calificaciones en matemática y terminó los estudios secundarios en una escuela de Buenos Aires.
En 1932, a los 19 años, ingresó a la Escuela de Oficiales del Instituto Superior de Enseñanza Policial n.º 811 "Juan Gustavo Boyd" en la provincia de Chubut; se recibió en 1935.
Unos meses después ingresó a la Escuela de Oficiales de la Policía Federal Argentina "Coronel Ramón Lorenzo Falcón"; se recibió en 1937.
En 1942 se casó con Isabel Francini y tuvo dos hijas. Enviudó en 1959.
A finales del año 1946, poco tiempo después del triunfo como presidente de Juan Domingo Perón, Vattuone fue elegido como parte de la custodia de Eva Duarte de Perón (ex primera dama permaneciendo hasta 1950. Estaba alineado al peronismo de aquella época, extendió el sistema dactiloscópico (inicialmente denominado “icnofalangometría”a  la Policía de la Capital (por la ciudad de Buenos Aires) y luego a todo el territorio nacional, a pedido de Perón para modernizar la policía forense. 
Ya con conocimientos en dactiloscopía, a mediados de la década de 1950 viajó a Estados Unidos para realizar un curso sobre la clasificación de Edward Henry, que es el sistema de identificación dactilar usado en aquel país y en Gran Bretaña. Cuando volvió a Argentina, con conocimientos en las clasificaciones Juan Vucetich y Edward Henry, se dedicó a trabajar de lleno en la materia, aplicando sus conocimientos, en septiembre de 1955 tras el golpe de Estado, fue cesanteado de su cargo y obligado, tras amenazas de vida a su familia a marcharse al exilió, regresando en 1959. Desde finales de la década de 1950 fue profesor de dactiloscopía en la Escuela de la Policía Federal. A principios de la década de 1960 fue ascendido a Comisario Inspector.

## La identificación de Ernesto Guevara
En las primeras horas del 12 de octubre de 1967, cuando ocupaba el cargo de Jefe de la Sección Identificaciones que dependía de la Dirección de Investigaciones de la Policía Federal, Vattuone recibió un llamado del Jefe de la Policía Federal, General Mario Fonseca, con la noticia de que aparentemente Ernesto Guevara había sido asesinado en Bolivia el 9 de octubre, le habían amputado las manos y había que enviar especialistas para corroborar su identidad mediante las huellas dactilares, a partir de la única ficha dactiloscópica que existía de Guevara en la Argentina.
Para esta misión, Vattuone llamó a dos de sus mejores subordinados: el subinspector y perito dactiloscópico Nicolás Pellicari y el subinspector Juan Carlos Delgado, ambos integrantes de la Policía Científica. También se sumó el perito escopométrico inspector Esteban Rolzhauzer.

«Pellicari, tiene que estar en el comando de jefatura, inmediatamente.»
Federico Vattuone a Nicolás Pellicari, el 12 de octubre de 1967 a las 3:30 de la madrugada

Como alternativa necesaria, Vattuone propuso que lleven los elementos necesarios para poner en práctica el método Dorrego, creado poco tiempo antes por el entonces Oficial Principal José Hipólito Dorrego. Este método es especialmente útil para tomar huellas digitales a cadáveres con la piel en muy mal estado.

### La muerte de Ernesto Guevara según Federico Vattuone
Según las informaciones oficiales por parte de Bolivia y Estados Unidos, Guevara fue apresado el 8 de octubre por una patrulla militar de rangers bolivianos con la activa colaboración de dos agentes cubanos de la CIA, y ejecutado un día después en la escuela La Higuera por el sargento boliviano Mario Terán, tras la orden del entonces dictador boliviano General René Barrientos, luego de que este haya consultado a los agentes de la CIA en su país y a la Casa Blanca. Esta versión aparentemente también es aceptada por Cuba, aunque el grado de participación de la CIA en esta decisión aún está en debate.
Vattuone contó muchas veces en su entorno, que cuando capturaron a Guevara y a sus hombres en la selva, los rangers bolivianos no estaban acompañados por agentes de la CIA, y sin reconocer a Guevara entre los guerrilleros, lo subieron a un avión para trasladarlos a otro lugar. En este avión se encontraba un mercenario estadounidense pagado directamente por el gobierno de Bolivia. Cuando este mercenario fue a ver a los prisioneros, reconoció a Ernesto Guevara y no dudó un segundo en sacar su arma y dispararle en el pecho hasta vaciar el cargador.

## Su trabajo en Tierra del Fuego
Debido a su destacada labor en la policía, en 1974 ya comisario retirado, ocupó el cargo como Jefe de Policía de la Provincia de Tierra del Fuego, Antártida e Islas del Atlántico Sur.
En la década de 1970, época de guerrillas, las condiciones de los presos en las cárceles de Tierra del Fuego dejaba mucho que desear.[cita requerida] Ya en los primeros meses como Jefe de Policía de esa provincia, Vattuone le reclamó a los directores de algunos de los penales más comprometidos, que mejoren principalmente la asistencia médica y que cese el trato violento e incontrolable por parte de los guardiacárceles hacia los detenidos; también que se mejoren las condiciones edilicias y que se creen escuelas de oficios dentro de algunos de los penales. 
Los directores de las cárceles se habían comprometido a mejorar la situación, aunque pasados varios meses no hubo grandes cambios. Descontento con las mejoras, Vattuone elevó el reclamo al gobernador de la provincia, quien no estaba convencido del proyecto ya que requería usar mucho dinero. Tiempo después el gobierno provincial logró conseguir un subsidio del Estado y así se lograron grandes mejoras en las condiciones de vida y rehabilitación de los detenidos. Como el proyecto requería grandes sumas de dinero para mantenerse, el gobernador comenzó a poner palos en la rueda a Vattuone y su equipo. 
En abril del año 1976, pocos días después del derrocamiento a la entonces Presidenta María Estela Martínez de Perón por el llamado Proceso de Reorganización Nacional en el que fue presidente de facto Jorge Rafael Videla, Vattuone fue despedido sin causa y volvió a Buenos Aires.

## La dictadura militar y el final de su carrera
En 1976, aunque ya era comisario retirado, Vattuone ocupó un cargo interino en la Dirección de Investigaciones de la Policía Federal. Pasados los primeros meses del Proceso la situación de los detenidos era terrible. Alarmado por tal situación, Vattuone comenzó a elevar reclamos por los Derechos de los presos, a la cúpula policial. Al no obtener respuesta alguna, presentó una denuncia ante la Justicia Federal. Meses después fue despedido sin causa.
En 1977 Vattuone abrió una agencia privada de investigaciones. En marzo de 1981 debió cerrar la agencia luego de varias persecuciones y amenazas por parte de integrantes de la Marina. Estos individuos, creían que Vattuone podría haber colaborado con tareas de inteligencia para la subversión.[cita requerida]
El siguiente es el extracto de un informe que el Comisario Inspector Vattuone escribió al Oficial Principal Dorrego, sobre los satisfactorios resultados que se obtuvieron al utilizar por primera vez en forma oficial el método Dorrego, para la identificación de los restos humanos pertenecientes a una anciana nonagenaria, hallados en Costanera Norte de la Capital Federal en octubre de 1966.

Todas las oportunidades en que se puso en práctica, en forma experimental, el método presentado se obtuvo, desde el punto de vista técnico-dactiloscópico, obtuvo un pleno éxito y cabal (caso Playa Saint-Tropez, Estanislao Jahman, en otros). Cabe destacar que en tales ocasiones, no sólo se logró la obtención idónea de los calcos digitales de los cadáveres, sino que dada la perfección, nitidez, e integridad de los mismos, se logró esclarecer en breve lapso, la identidad personal de los occisos.
Federico Vattuone: sobre el caso "Playa Saint-Tropez" de 1966